# Ensayara bifurcata
Ensayara bifurcata is een vlokreeftensoort uit de familie van de Endevouridae. De wetenschappelijke naam van de soort is voor het eerst geldig gepubliceerd in 2008 door Horton.